# Miranda Sex Garden
Miranda Sex Garden is een Britse muziekgroep die actief was van 1990 tot 2001 en heropgericht in 2022. De band speelt een mengeling van klassiek, gothicmuziek, folk en ethereal wave. Het enige constane groepslid is Katharine Blake. Zij was de oprichtster van de groep, samen met Kelly McCusker en Jocelyn West. Later voegden zich andere muzikanten en zangeressen bij de groep. De groep evolueerde van een  a-capella ensemble naar een gothic-rockband. De klassiek geschoolde zang bleef echter aanwezig. Een ander belangrijk kenmerk is het veelvuldige gebruik van strijkinstrumenten.

## Biografie
De band bestond aanvankelijk uit drie zangeressen: Katharine Blake, Kelly McCusker en Jocelyn West. Zij gingen in 1988 samenwerken om middeleeuwse madrigalen te zingen. Ze hadden klassieke zang gestudeerd aan de Purcell Music School in Bushey. De 20-jarige zangeressen werden ontdekt door Barry Adamson toen ze stonden te zingen op Portobello Road in Londen. Hij nodigde hen uit om mee te zingen op zijn Delusion-soundtrack. Ze zongen het nummer Il Solitario met begeleiding van strijkers. Na de opname nodigde Daniel Miller, die ook onder de indruk was van hun stemmen, hen uit om een contract te tekenen bij Mute Records.
In maart 1991 werd een eerste single uitgebracht, Gush Forth My Tears, een madrigaal met een beat, het was een dans-remix van Danny Rampling in de stijl van Enigma. Het werd een kleine clubhit. De klassieke producer Tony Faulkner luisterde naar de single en was onder de indruk van de stemmen maar niet van de toegevoegde mix. Hij nam hen mee naar zijn studio en in drie dagen tijd werd het album Madra opgenomen, met 25 middeleeuwse madrigalen. Het album bestaat geheel uit a-capellazang en is gezongen op de traditionele Engelse manier.
In april 1991 zongen ze in het voorprogramma van Blur in het voormalige London Astoria Theater. In augustus 1991 werd Madra uitgebracht.
De eerste keer dat Miranda Sex Garden in Nederland optrad was op het muziekfestival Ein Abend In Wien in De Doelen in Rotterdam op 31 augustus 1991. In het najaar van 1991 zijn Jocelyn West en Katharine Blake te horen op de single Heart On The Line van de housegroep Fortran 5. Dit wordt een bescheiden hit.
In 1992 voegden gitarist Ben Golomstock en drummer Trevor Sharpe zich bij de groep. Jocelyn West verliet de groep en ging zingen in het middeleeuwse-muziek ensemble Sinfonye van componist Stevie Wishart. Ze werd vervangen door Donna McKevitt, die klassieke zang en altviool had gestudeerd aan Kingston Polytechnic. In deze bezetting werd het tweede album Iris opgenomen. De muziek was nu veranderd. De hoge zang van de zangeressen werd nu gecombineerd met harde gitaren en drums. McKusker en Blake speelden ook viool. De band speelde nu een mengeling van gothic rock, folk en ethereal wave. Het derde album Suspiria kwam uit in 1993. In deze bezetting traden ze op in de Melkweg in Amsterdam op 31 maart 1993. Maar in het voorprogramma van Depeche Mode op 1 juni 1993 in Ahoy Rotterdam werden ze massaal uitgefloten. In 1993 werkten ze ook mee aan het album Blue van Derek Jarman, met drie nummers, Walk Away, White Blue en Muff Diving Size Queen. Daarna, eind 1993 verliet Kelly McKusker de band. Zij begon een carrière in de klassieke muziek.
Nieuwe groepsleden waren zangeres Hepzibah Sessa en Kim Fahey op basgitaar, die mee speelden op het vierde album Fairytales of Slavery, dat uitkwam in juni 1994. Het album werd geproduceerd door Alexander Hacke van Einsturzende Neubauten. De muziek gaat nu nog meer richting gothic rock en industrial en de folk invloeden zijn hier minder prominent aanwezig. Op 3 juni 1994 traden ze op in Paradiso  Amsterdam. Later in 1994 verlieten Donna McKevitt en Hepzibah Sessa de band. De laatste optredens waren in 1995. Daarna besloot de band te stoppen. Katharine Blake ging zingen in de nieuwe zanggroep The Mediaeval Baebes. Ze was ook de oprichtster van dit vocale ensemble, waarin ze haar liefde voor middeleeuwse muziek meer kon tentoonspreiden.
In een nieuwe bezetting werd Miranda Sex Garden in 1999 weer opgericht en het album Carnival of Souls werd uitgebracht. Katharine Blake was nog steeds prominent aanwezig, maar ook zangeres Teresa Casella van The Mediaeval Baebes. De groep was nu uitgegroeid tot een sextet. In 2001 werkten ze nog mee aan het Tributealbum Anyone Can Play Radiohead, met het nummer Exit Music (For a Film).  Hierna ging de band weer uit elkaar. Ben Golomstock overleed in 2018.
De band werd heropgericht in 2022 en speelde hun eerste reünieconcert in de Londense 100 Club. Daarna volgden vele optredens in Europa. Op 5 april 2024 werd de single Velventine uitgebracht.

## Soloprojecten
Katharine Blake bracht in 2007 het album Midnight Flower uit. In 2006 werkte ze mee aan een solo project van Ben Golomstock, het ethereal wave folkrock album Stories from the Moon. Met Nick Marsh maakte ze in 2015 het album From the Deep.
Donna McKevitt bracht het album Translucence uit met gedichten van Derek Jarman, in 1998 en 2004. Ook Kelly McCusker werkte hier aan mee. McKevitt zong alt en McCusker sopraan.
Jocelyn West maakte in 1998 onder de naam Jocelyn Montgomery een album met David Lynch, Lux Vivens (Living Light): The Music of Hildegard von Bingen.
Ze maakte haar eerste solo-album Salt Bird in 2009.

## Groepsleden
- Katharine Blake - zang, keyboards, viool (1990-2001)
- Kelly McCusker - zang, viool (1990-1993)
- Jocelyn West - zang (1990-1991)
- Trevor Sharpe - drums (1992-2001)
- Ben Golomstock - gitaar (1992-2001)
- Donna McKevitt - zang, altviool (1991-1994)
- Hepzibah Sessa - zang, keyboards, viool (1993-1994)
- Kim Fahey - basgitaar (1994-1995)
- Mike Servent - keyboards (1999-2001)
- Teresa Casella - zang, basgitaar (1999-2001)
- Barney Hollington - viool, Hammond orgel (1999-2001)

## Discografie

### Albums
- 1991: Madra
- 1992: Iris
- 1993: Suspiria
- 1994: Fairytales of Slavery
- 2000: Carnival of Souls

### Singles
- 1991: Gush Forth My Tears
- 1993: Sunshine
- 1993: Play
- 1994: Peepshow
- 2000: Tonight
- 2024: Velventine